# غاردنر (إلينوي)
غاردنر (بالإنجليزية: Gardner)‏ هي منطقة سكنية تقع في الولايات المتحدة في إلينوي. يقدر عدد سكانها بـ 1,463 نسمة .